# Cueca

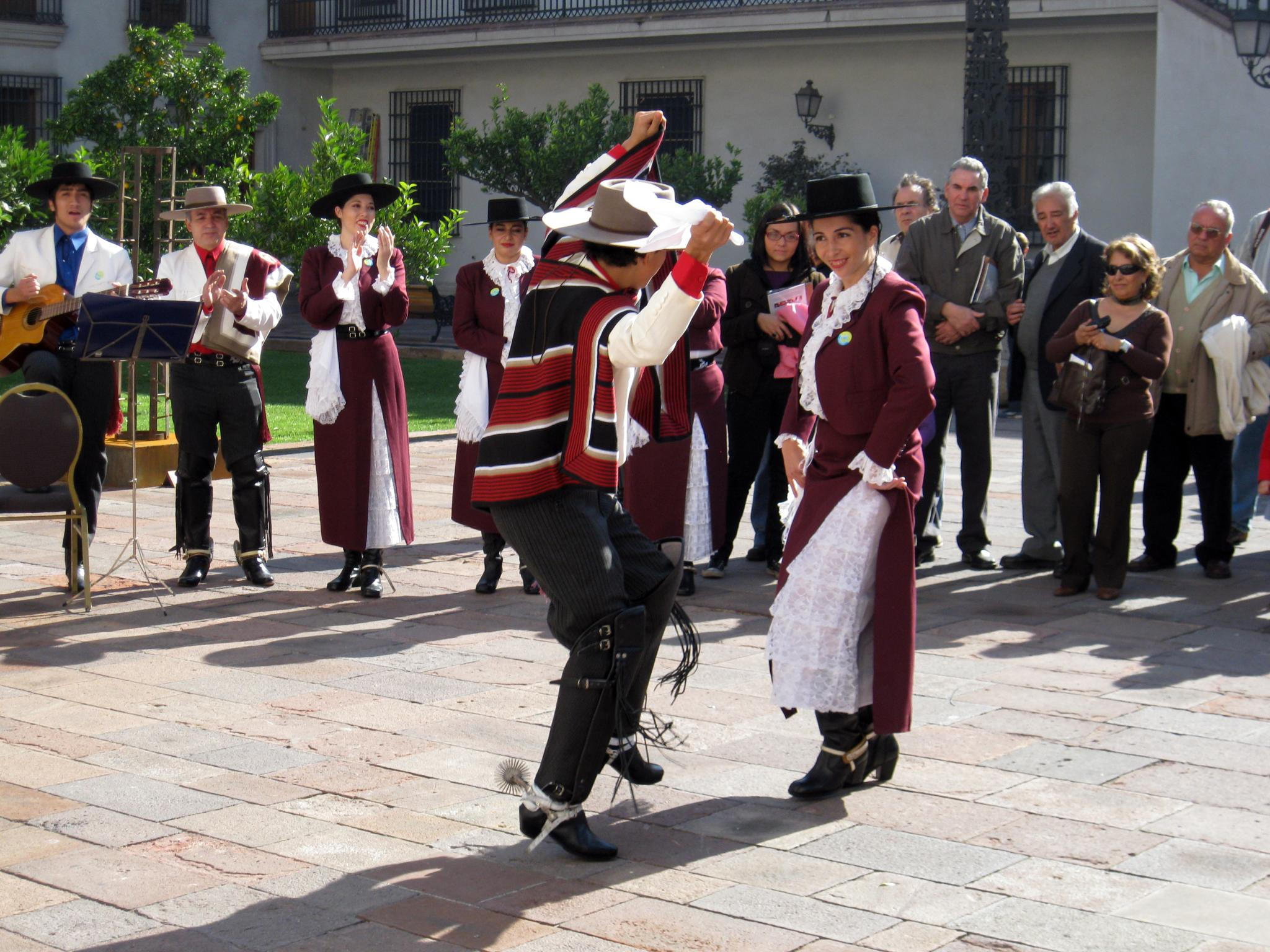
Cuecatänzer im chilenischen Präsidentenpalast La Moneda

Die Cueca ist ein Paartanz, bei dem sich die beiden Tanzpartner aufeinander zu und im Halbkreis umeinander herum bewegen. Die Cueca wirkt somit wie ein Balztanz. Der Tänzer und die Tänzerin tragen jeweils ein Taschentuch in ihrer rechten Hand, mit dem sie ihre Bewegungen und den Balzcharakter des Tanzes unterstreichen.

## Cueca in Chile
Die Cueca wurde offiziell zum Nationaltanz von Chile erklärt und wird auch insbesondere jedes Jahr wieder bei den Feiern zum Nationalfeiertag am 18. September getanzt.
In Chile gibt es mehrere regional unterschiedliche Variationen der Cueca. Dies entspricht den jeweiligen Ausprägungen der regionalen musikalischen und Tanz-Folklore und findet auch seine Entsprechung in jeweils für die Region typischen Kleidungen, die bei der Cueca von den Tänzern getragen werden.
Seit der Zeit des Pinochet-Regimes ist die Cueca eine Ausdrucksform des Protests: Frauen, die um ihre "verschwundenen" Angehörigen trauerten, pflegten die Cueca stumm, wortlos und allein zu tanzen – mit den Fotos der vermissten Angehörigen an die Brust geheftet. Der Popsänger Sting hat diesen Frauen mit seinem Lied They Dance Alone ein Denkmal gesetzt.

## Cueca in Bolivien
Die Cueca wird auch von Bolivien als Nationaltanz bezeichnet und ist entsprechend stark verbreitet. Je nach Departamento werden Cueca Paceña, Cueca Chuquisaqueña, Cueca Potosina, Cueca Cochabambina, Cueca Chapaca (=Tarijeña) unterschieden. Der Dreier-Rhythmus (6/8-Takt) ist zwar in all diesen Tanzvarianten der gleiche, jedoch variieren Tempo und Stil nach Region stark. Die Cuecas aus La Paz, Chuquisaca und Potosí sind die elegantesten und langsamsten, während die Cueca Chapaca sehr flott getanzt wird. Die Cueca Chapaca gehört ebenso wie die Chacarera zur Gaucho-Folklore des Gran Chaco, der sich über Bolivien, Argentinien, Paraguay und Brasilien erstreckt. Trotz der stilistischen Unterschiede gibt es eine Basisstruktur an Wechseln und Positionen, mit der alle Cueca-Arten getanzt werden können. Gleich ist auch das Kokettieren mit dem Taschentuch. In der bolivianischen Hochebene wird die Cueca "Viva mi patria Bolivia" als inoffizielle Landeshymne gehandelt.

## Verwandte Tänze
Eine nahe Verwandtschaft weist die peruanische Marinera mit der Cueca auf, die in Peru bis zum Salpeterkrieg 1879 La Chilena hieß, und ab dann aufgrund des Krieges gegen Chile in Marinera umbenannt wurde.